# Hearts and Minds
Hearts and Minds è il quinto album discografico del musicista e compositore britannico Seth Lakeman, pubblicato nel 2010 dalla Virgin Music.

## Tracce
1. Hearts and Minds – 3:52
2. The Watchman – 3:30
3. Tiny World – 3:22
4. Spinning Days – 3:46
5. See Them Dance – 3:10
6. Stepping Over You – 4:21
7. Changes – 4:15
8. Tender Traveller – 4:03
9. Hard Working Man – 3:27
10. Preacher's Ghost – 4:54
11. The Circle Grows – 3:38